# Fritz Huxel
Fritz Huxel (* 27. September 1892 in Westhofen; † 20. Januar 1972 ebenda) war ein deutscher Weingutbesitzer und Rebpionier in Rheinhessen.

## Leben
Als Sohn des rheinhessischen Weinhändlers Friedrich Huxel und dessen Gattin Anna Maria Eckelmann aus Alsheim geboren, arbeitete er bis 1962 als Winzer in seinem Heimatort. 1920 heiratete er Anna Maria Orb, mit der er 2 Kinder hatte. Seine Familie entstammt dem hugenottischen Zweig eines burgundischen Grafengeschlechtes, das im 17. Jahrhundert hochrangige Befehlshaber und Minister der Königlichen Regierung stellte. 
Huxel erkannte in den frühen Jahren des zwanzigsten Jahrhunderts, wie hilfreich die Mechanisierung des Weinbaus sein konnte, was ihm heute noch als visionär zugeschrieben wird. Huxel arbeitete eng mit der Landesanstalt für Rebenzüchtung in Alzey zusammen. Die Rebe mit der Zuchtnummer S 3962, gekreuzt im Jahr 1927 durch Georg Scheu aus Elbling und Muscat précoce de Saumur, war es, der er erstmals größeren Raum in seinem Rebsortenspiegel zumaß. In den 1950er Jahren erkannte er deren Bedeutung für den Qualitätsweinbau. Fritz Huxel erzielte mit Weinen aus dieser Zucht hohe und höchste Auszeichnungen auf nationalen und internationalen Prämierungen. Damit trug er wesentlich zum Erfolg des Anbaus dieser Rebsorte, die später nach ihm benannt wurde, bei. 1969 erhielt dieser Zuchtstamm Sortenschutz.
Als 1949 der Automobilhersteller Opel einen Wettbewerb ausschrieb, wer den ältesten noch zugelassenen Opel-Personenwagen in der Trizone oder in Westberlin fahren würde, wurde Fritz Huxel durch einen Artikel der Zeitschrift Der Spiegel deutschlandweit bekannt. Sein „Alter Fritz“, ein Opel 5/12 PS Baujahr 1912, gewann den Wettbewerb. Ein ausführlicher Artikel über dieses Auto erschien in der Zeitschrift Oldtimer Markt, Heft 1/2023, S. 192–199.
Huxel starb am 20. Januar 1972 und wurde auf dem Friedhof seines Heimatorts begraben.